# Herrarnas florett vid olympiska sommarspelen 1976
Herrarnas florett-tävling i de olympiska fäktningstävlingarna 1976 i Montréal avgjordes den 20-21 juli.

## Medaljörer
| Event           | Guld                  | Silver                   | Brons                 |
| Florett, herrar | Fabio dal Zotto (ITA) | Aleksandr Romankov (URS) | Bernard Talvard (FRA) |

## Resultat
| Placering | Fäktare                       | Land            |
| --------- | ----------------------------- | --------------- |
| 1         | Fabio Dal Zotto               | Italien         |
| 2         | Aleksandr Romankov            | Sovjetunionen   |
| 3         | Bernard Talvard               | Frankrike       |
| 4         | Vasjl Stankovjtj              | Sovjetunionen   |
| 5         | Frédéric Pietruszka           | Frankrike       |
| 6         | Greg Benko                    | Australien      |
| 7T        | Vladimir Denisov              | Sovjetunionen   |
| 7T        | Christian Noël                | Frankrike       |
| 9T        | József Komatits               | Ungern          |
| 9T        | Petru Kuki                    | Rumänien        |
| 9T        | Harald Hein                   | Västtyskland    |
| 9T        | Marek Dąbrowski               | Polen           |
| 13T       | Matthias Behr                 | Västtyskland    |
| 13T       | Klaus Haertter                | Östtyskland     |
| 13T       | Klaus Reichert                | Västtyskland    |
| 13T       | Edward Donofrio               | USA             |
| 17T       | Enrique Salvat                | Kuba            |
| 17T       | Ed Ballinger                  | USA             |
| 19        | František Koukal              | Tjeckoslovakien |
| 20        | Graham Paul                   | Storbritannien  |
| 21        | Lech Koziejowski              | Polen           |
| 22        | Jorge Garbey                  | Kuba            |
| 23        | Rob Bruniges                  | Storbritannien  |
| 24        | Ziemowit Wojciechowski        | Polen           |
| 25        | Mihai Ţiu                     | Rumänien        |
| 26        | Carlo Montano                 | Italien         |
| 27        | Jaroslav Jurka                | Tjeckoslovakien |
| 28        | Patrice Gaille                | Schweiz         |
| 29        | Masanori Kawatsu              | Japan           |
| 30        | Noriyuki Sato                 | Japan           |
| 31        | Barry Paul                    | Storbritannien  |
| 32        | Lajos Somodi, Jr.             | Ungern          |
| 33        | Hossein Niknam                | Iran            |
| 34        | Eduardo Jhons                 | Kuba            |
| 35        | Martin Lang                   | USA             |
| 36        | Toshio Jingu                  | Japan           |
| 37        | Stefano Simoncelli            | Italien         |
| 38T       | Ahmed Akbari                  | Iran            |
| 38T       | Ali Asghar Pashapour-Alamdari | Iran            |
| 40        | Jenő Kamuti                   | Ungern          |
| 41        | Michel Dessureault            | Kanada          |
| 42        | Ernest Simon                  | Australien      |
| 43        | José Samalot                  | Puerto Rico     |
| 44        | Fernando Lupiz                | Argentina       |
| 45        | Tudor Petruş                  | Rumänien        |
| 46        | Thierry Soumagne              | Belgien         |
| 47        | Lehel Fekete                  | Kanada          |
| 48        | Ng Wing Biu                   | Hongkong        |
| 49        | Kam Roger                     | Hongkong        |
| 50        | Chan Matthew                  | Hongkong        |
| 51        | Omar Vergara                  | Argentina       |
| 52T       | Daniel Feraud                 | Argentina       |
| 52T       | Göran Malkar                  | Sverige         |
| 54        | Jamal Ameen                   | Kuwait          |
| 55        | Abdul Nasser Al-Sayegh        | Kuwait          |
| 56        | Ahmed Al-Arbeed               | Kuwait          |